# Joža Ország-Vranecký starší
Joža Ország-Vranecký (Josef Ország-Vranecký, 20. května 1866 v Novém Hrozenkově - 22. srpna 1939 tamtéž) byl sedlák, valašský národopisec, hudebník, autor článků v regionálním valašském tisku. Jeho synem byl Joža Ország-Vranecký mladší.

## Život
Narodil se v rodině sedláka a majitele hospody Na Vranči. Od tohoto názvu je odvozen přívlastek "Vranecký". Měl se stát knězem a proto studoval církevní gymnázium v Olomouci. Po smrti staršího bratra toto studium opustil a přešel na zemědělskou školu v Přerově, kde maturoval. po maturitě nastoupil k armádě, kde sloužil sedm let a dosáhl hodnosti poručíka. Vojenské kariéry se ale vzdal a vrátil se do Nového Hrozenkova, kde hospodařil na rodinném statku.

Podílel se na přípravě valašské expozice na Národopisné výstavě v Praze v roce 1895.
Protože nebyl spokojen s chudou výzdobou valašského kroje, navrhl kroj s bohatými barevnými výšivkami, který sám nosil. Tyto motivy se rozšířily po celém Valašsku, tomuto kroji se říká orszácký.
Okolo roku 1921 založil v Novém Hrozenkově cimbálovou muziku.